# Reint Dijkema
Reint Dijkema (Smilde, 20 mei 1920 - Kamp Vught, 22 augustus 1944) was tijdens de Tweede Wereldoorlog een verzetsman.

## Jeugd
Dijkema kwam uit een gereformeerd Groninger gezin. Zijn vader werkte als arts. Reint had 4 broers en 2 zusters. In zijn jeugd woonde hij in Siddeburen. Na de lagere school volgde hij de Christelijke HBS in Groningen. Na zijn eindexamen studeerde hij medicijnen in Groningen. Hij was lid van de gereformeerde studentenvereniging VERA. In 1940 verhuisden zijn ouders naar Groningen en ging hij weer thuis wonen.

## Eerste oorlogsjaren
In mei 1940 was Dijkema als vrijwillige hospitaalsoldaat actief in Den Helder. De Duitse inval en de Jodenvervolging raakten Reint diep. In mei 1942 werd het Joden verplicht een gele ster te dragen. Uit protest besloten Dijkema en zijn broer Albartus ook een ster te dragen. De sterren werden gemaakt uit gele gordijnstof en het stempel voor de opdruk werd gesneden uit een oude vliegtuigband. Hiermee vertoonden zij zich in Groningen, onder meer in de jodenbuurt rond de Folkingestraat. Op 4 mei 1942 werden ze gearresteerd en veertien dagen later veroordeeld tot een ongenadige 'heropvoeding' in Kamp Amersfoort. Er volgde een opsluiting van zes weken.
Na zijn vrijlating raakte Reint steeds dieper bij de illegaliteit betrokken. Hij was actief in het Studentenverzet, bij het illegale blad De Geus, bij Trouw en de Landelijke Organisatie voor Hulp aan Onderduikers (LO). Het zwaartepunt kwam te liggen bij het werk in de Knokploegen (KP).
De groeiende stroom onderduikers vroeg om distributiebonnen en andere documenten. Knokploegen probeerden deze documenten te bemachtigen door overvallen te plegen. Na de april-mei stakingen van 1943 nam het aantal onderduikers nog eens sterk toe. Reint ging vrijwel volledig op in het KP-werk. Hij gebruikte als verzetsnaam 'Remco'.
Een vriend vertelt: 'Reint was niet een man van veel woorden, maar wat hij zei was weloverwogen. Hij kon soms echter ook zeer uitbundig zijn, bijvoorbeeld na een goed geslaagde overval of bij een ander bericht waaruit bleek dat de vijand klappen had gekregen. Ik herinner mij nog zeer goed de dag, waarop het bericht kwam dat Italië zich had overgegeven. Hij was juist bij ons en toen de radio het gerucht bevestigde, sprong hij als een jongen om de tafel, terwijl zijn ogen straalden van plezier.'
Om bundeling van het verzet in de provincie Groningen te bevorderen, zeker na enkele arrestaties van belangrijke figuren, werd Dijkema benaderd de coördinatie van de Knokploegen in Groningen voor zijn rekening te nemen. Na veel tegenwerpingen nam hij de taak op zich. Deze was niet eenvoudig, aangezien leden van KP-groepen in Groningen actief waren op allerlei terreinen. Dijkema eiste dat ieder zich op één terrein moest richten. Coördinatie en leiderschap bleven echter een zeer zware en soms onmogelijke taak.

## Liquidatie van Elsinga
Dijkema stond hoog op de lijst van gezochte verzetsmensen in Groningen. Zeker ook gezien zijn betrokkenheid bij de liquidatie van het hoofd van de Bijzondere Recherche Anne Jannes Elsinga. Elsinga was zeer actief in de zoektocht naar onderduikers en hun helpers en vormde een groot gevaar voor de veiligheid van vele onderduikers en verzetsmensen.
Op oudejaarsdag 1943 werd Elsinga door Dijkema op de Eendrachtsbrug in Groningen neergeschoten. Als represaille werden zes merendeels prominente Groningers door de SD gedood, een zevende kreeg bij zijn aanhouding een hartaanval. Zesendertig gijzelaars werden naar Kamp Vught overgebracht. Het verzet is nu te ver gegaan, luidt de communis opinio bij het gezelschap dat bij hem op nieuwjaarsvisite is, en niet weet dat hij de liquidatie pleegde.
Voor Dijkema was de liquidatie een zeer moeilijk besluit geweest: Een vriend vertelt: "Hij vertelde mij dat hij het door die gepleegde daad soms erg zwaar had, omdat hij meende dat hij door die handeling een mens verhinderd had zich te bekeren en de tijd der genade voor hem zou hebben bekort. Hij heeft zich dit zelfs zo erg aangetrokken dat hij niet in staat was zich aan het verzetswerk te geven gedurende een periode van twee maanden”.
Bij een spectaculaire overval op 17 mei 1944 op drukkerij Hoitsema in de Tuinbouwdwarsstraat te Groningen werden ruim 130.000 distributiebonkaarten (‘zegeltjes’) buitgemaakt. Drukkerij Hoitsema was een filiaal van Johan Enschede en Zn. Deze distributiebonkaarten werden vervolgens over het gehele land verspreid. Dit was de grootste 'vangst' bij een dergelijke overval tijdens de bezetting. De overval werd uitgevoerd door de Knokploeg Remco en de Knokploeg Wim.

## Arrestatie
In mei 1944 begon een golf van arrestaties in Groningen. Op 22 mei 1944 viel de SD het huis van verzetsman Henk Veldhuis in Slochteren binnen. Hier troffen zij Veldhuis en de verzetsmensen Klaas Woltjer en de gebroeders Westland. Veldhuis en Woltjer zouden uiteindelijk in Kamp Vught geëxecuteerd worden. De gebroeders Westland werden enige tijd in Kamp Vught gevangen gehouden en van daaruit naar hun executieplaats in de duinen bij Overveen gebracht.
Ten tijde van de arrestaties verbleef Dijkema bij zijn verloofde Ina in Siddeburen. Na een telefoontje haastte hij zich terug naar Groningen om te redden wat er te redden was. Terwijl hij over straat fietste in Groningen werd Reint op 4 juni 1944 herkend door een oud-klasgenoot die als politie-inspecteur voor de bezetter werkte. Hij werd gearresteerd en naar het beruchte Scholtenhuis in Groningen gebracht. Hij probeerde nog te vluchten maar werd in zijn arm geschoten.
Onder zware mishandelingen werd hij verhoord door de SD. Hoewel hij aan handen en voeten geketend was, wist hij in het Scholtenshuis het geweer van een van zijn bewakers te bemachtigen en deze neer te schieten. Waarschijnlijk hoopte hij direct zelf gedood te worden en daarmee verdere verhoren te voorkomen. Hij werd echter zwaar mishandeld.
Bij zijn verhoren nam Dijkema vrijwel alle schuld op zich. Zijn geloof was een grote steun voor hem. In gevangenschap bad hij vaak om kracht voor zichzelf en zijn familie. Een dominee die tegelijk met hem gevangen zat vertelde later aan de familie dat Dijkema vasthield aan de woorden van de apostel Paulus: “Want ik ben verzekerd, dat dood noch leven mij zal kunnen scheiden van de liefde Gods, welke is in Jezus Christus, onze Heer”.

## Executie
Nog niet hersteld van zijn verwondingen werd hij overgebracht naar Kamp Vught en daar op 22 augustus 1944 geëxecuteerd. Dijkema werd 24 jaar. Hoewel zij het ergste vreesden, bleef zijn familie lange tijd in onzekerheid. Eind 1945 kwam de zekerheid dat Reint in Kamp Vught was geëxecuteerd.
De naam van Dijkema staat op een plaquette in het Academiegebouw in Groningen. In Siddeburen is een straat naar hem vernoemd. Voor zijn huis in de Jozef Israëlsstraat in Groningen is een "struikelsteen" aangebracht.